# یوسف بورحیل المسماری
یوسف بورحیل المسماری ملقب به بوخدیده (عربی: يوسف بورحيل المسماري)؛ (زاده: ۱۸۶۶ – درگذشته: ۱۹ دسامبر ۱۹۳۱) یکی از رهبران مشهور لیبی بود که علیه اشغالگران ایتالیائی مبارزه می‌کرد. او جانشین عمر مختار رهبر مقاومت ملی لیبیایی‌ها علیه استعمارگران ایتالیایی بود. او در درگیری با یک واحد نیروی مخفی ایتالیایی در سن ۶۵ سالگی کشته شد.

## زندگی‌نامه
او در منطقه مدورالزیتون در جنوب شهر المرج زاده شد. پس از طی تعلیمات لازم در زاویه القصور به یادگیری قرآن مشغول شد، جایی که عمر مختار مسئول آنجا بود و چون عمر مختار اکثراً به مسافرت می‌رفت بورحیل در غیاب او آموزش کودکان و رتق و فتق امور معلمان و دانش آموزان آنجا را حل می‌کرد؛ و از اینجا رشته دوستی بین آن‌ها محکم شد.

## شروع فعالیت‌ها
بعد از ۱۹۲۳ که نبردهایی به رهبری عمر مختار برای آزادی لیبی علیه اشغالگران ایتالیایی درگرفت بورحیل هم شرکت می‌کرد و قهرمانی‌ها و صلاحیت خود را در طرح‌های نظامی در وارد کردن ضربه به دشمن با کمترین خسارت نشان داد. از اینجا به بعد هرچه می‌گذشت برای عمر مختار روشن می‌شد که وجود او ضرورتی بی‌همتا و استراتژیک در اداره نبرد می‌باشد.

## فرماندهی
عمر مختار در سال ۱۹۲۲ بورحیل را به عنوان معاون خود و نیز قائم مقام خود در البراغیث معرفی کرد. معمولاً عمر مختار این مناصب را هرساله در بین رهبران مجاهدین از قبایلی که اشغال ایتالیا را رد می‌کردند مشخص می‌کرد و حتی مناصب اداری و مالی و دینی را هم برای اداره امور جنبش جهادی که رهبری آن را بعهده داشت معین می‌کرد. بورحیل علاوه بر معاونت عمر مختار به عضویت مجلس نیروهای نظامی که از فرماندهان به رهبری و ریاست عمر مختار تشکیل می‌شد درآمد. نامبرده در غیاب عمر مختار ریاست این مجلس را بعهده می‌گرفت. کار این مجلس مشاوره و تصمیم‌گیری در مواقع مواجهه با موارد اورژانس یا حل یک معمای نظامی که پیش می‌آمد بود. در اکثر عملیات با عمر مختار بود، بازوی کمکی او در طراحی نبردها و نفر امین او برای درمیان گذاشتن موارد سری یا طرف مشورت برای حل مناقشات و منازعات قبیله‌های درگیر نبرد بود.

## درگذشت
در ۱۹ دسامبر ۱۹۳۱ یک گروه ۴ نفری برهبری بورحیل در شرق شهر طبرق در محاصره یک واحد نظامی ایتالیایی قرار گرفت. این ۴ نفر در نبرد با این واحد نظامی تا آخرین نفس مقاومت کردند تا همه آن‌ها کشته شدند. نظامیان ایتالیایی سر بورحیل را جدا کردند و به زندان‌ها می‌بردند و به زندانیان در بند نشان می‌دادند تا روحیه آن‌ها را ضعیف و وادار به تسلیم کنند؛ و این پایان زندگی یکی از قهرمانان لیبی بود که در تاریخ این کشور ثبت شد.